# John Broome
John Broome (1914 - Chiang Mai, Tailândia, 14 de março de 1999), foi um escritor americano de histórias em quadrinhos e o criador do personagem Hal Jordan, cuja primeira história foi publicada em 1959 na revista Showcase #22, como parte da reformulação promovida pelo editor Julius Schwartz para recriar os personagens do Universo DC durante o período entre 1956 e 1970 que posteriormente convencionado por estudiosos como a "Era de Prata" dos quadrinhos.

## Biografia
Durante a juventude, Broome era um ávido leitor de ficção científica e já na década de 1940 começou a trabalhar como escritor de revistas pulp e, quando Julius Schwartz, seu agente, foi contratado pela DC Comics (então "National Publications") para exercer o cargo de editor, Broome foi contratado para escrever histórias para a editora.

### Reformulação na Era de Prata
Ainda no início da década de 1950, Broome criaria vários personagens para integrar o elenco do Universo DC, como o Capitão Cometa, cuja primeira aparição se deu na revista Strange Adventures #9, de 1951 e o Vingador Fantasma, que surgiu no ano seguinte. À época, uma política da empresa o impedia de assinar os diferentes roteiros que escrevia com o mesmo nome, fazendo com que adotasse as alcunhas "John Osgood" e "Edgar Ray Merritt"(esta última uma homenagens aos escritores Edgar Allan Poe, Ray Bradbury e Abraham Merritt.
A partir da metade da década, começariam a ser publicados seus trabalhos mais significativos. As histórias com Hal Jordan e Barry Allen, respectivamente os novos "Lanterna Verde" e "Flash" da editora, estabeleceriam as versões mais conhecidas dos personagens, e a série The Atomic Knights, ao lado de Murphy Anderson.

### Saindo dos Estados Unidos e aposentadoria
No final da década de 1960, Broome e sua esposa, Peggy, se mudariam para a França e passariam a morar em Paris. Nos anos seguintes, ele continuaria trabalhando como roteirista para a editora até eventualmente decidir se aposentar para poder viajar pelo mundo, chegando a lecionar língua inglesa na França e no Japão e só retornando aos Estados Unidos em 1998, ao ser convidado para participar da edição daquele ano da Comic-Con International.
Em 14 de março de 1999, durante uma viagem de férias com sua esposa à Chiang Mai, na Tailândia, Broome falece, vitimado por um ataque cardíaco.

## Prêmios e indicações
- Alley Award de "Melhor História Curta" em 1964 por Doorway to the Unknown!, publicada em Flash #148 (com desenhos de  Carmine Infantino).
- Bill Finger Award póstumo de "Excelência em Roteiros de Quadrinhos" em 2009.[3]